# Universo statico
L'idea dell'universo statico o stazionario teorizza che lo spazio non è né in espansione né in contrazione, ma è dinamicamente stabile. Albert Einstein propose un modello simile nella sua cosmologia aggiungendo una costante cosmologica alle sue equazioni della relatività generale per ribattere i dinamici effetti della gravità che nell'universo di de Sitter causerebbero il collasso. Dopo la scoperta di Edwin Hubble che vi è una relazione tra lo spostamento verso il rosso e la distanza, Einstein dichiarò che la sua teoria fu il suo "più grande errore".
Dopo le osservazioni di Hubble, Fritz Zwicky ipotizzò che un universo statico dovrebbe essere possibile se esistesse una spiegazione alternativa allo spostamento verso il rosso cosmologico regolata da un meccanismo che causerebbe alla luce una perdita di energia durante il viaggio nello spazio, un concetto che sarebbe poi conosciuto con il nome di "luce stanca". Successivamente le osservazioni cosmologiche hanno dimostrato che un modello simile non è possibile, dunque la maggior parte degli astrofisici affermano che l'ipotesi dell'universo statico non è da prendere in considerazione. 
Esso tuttavia non esclude il modello standard della cosmologia e il Big Bang ma postula che espansione, densità critica (densità media della materia-energia presente nell'universo superiore, uguale o inferiore ad un certo valore critico, solitamente indicato con Ω\Omega) e gravità siano ad un certo punto in equilibrio, cosa che le ultime scoperte sull'accelerazione dell'espansione sembrano non confermare, anche se non c'è certezza assoluta mancando sufficienti dati sulla natura dell'energia oscura, una sorta di nuova "costante cosmologica"; nel caso si trattasse di una quintessenza, essa potrebbe mutare nel tempo.
L'ultimo astronomo importante sostenitore dell'universo statico in opposizione alla legge di Hubble fu Halton Arp, che, più della luce stanca, per cui il rosso è l'effetto del tempo di percorrenza, e al posto del redshift cosmologico accettato basato sulla distanza, proponeva il redshift periodico e intrinseco, basato sull'età e le caratteristiche dell'oggetto tramite aumento di massa, secondo le teorie dell'astrofisico indiano Jayant Vishnu Narlikar (teoria della massa variabile basata sul principio di Mach), uno dei fattori con Fred Hoyle della teoria dello stato stazionario.

## Universo di Einstein
L'ipotesi di Einstein considerava un universo governato dalla soluzione di polvere della equazione di campo di Einstein, con un valore della costante cosmologica uguale a  {\displaystyle \Lambda _{E}=4\pi G\rho /c^{2}}, dove {\displaystyle G} è la costante gravitazionale di Newton, {\displaystyle \rho } è la densità dell'energia nel caso dell'universo e {\displaystyle c} è la velocità della luce. Il valore {\displaystyle \Lambda _{E}} è chiamato Costante cosmologica di Einstein.
Il raggio di curvatura dello spazio dell'universo di Einstein, chiamato "raggio di Einstein", è uguale a
{\displaystyle R_{E}=\Lambda _{E}^{-1/2}={c \over {\sqrt {4\pi G\rho }}}.}
"L'universo di Einstein" è una delle soluzioni di Friedmann delle equazioni di campo di Einstein, per il valore della costante cosmologica  {\displaystyle \Lambda _{E}}. Questa è l'unica soluzione fissa di tutte le soluzioni di Friedmann e siccome è fissa è definita non fisica dalla maggior parte degli astronomi. Gli stessi astronomi pensano che l'universo sia in espansione poiché è possibile apprezzare la legge di Hubble e ciò viene interpretato come l'effetto Doppler causato dalle altre galassie in allontanamento dalla nostra. Di conseguenza, si pensa che la soluzione reale dell'equazione di campo di Einstein non possa essere fissa.
Molti fisici del ventesimo secolo ipotizzano che possa avere il valore zero; questa ipotesi presuppone un rallentamento nell'espansione dell'universo. Comunque, con la scoperta dell'universo in accelerazione, la costante cosmologica è stata rivalutata come possibile spiegazione all'energia oscura.